# Sakaida Kakiemon
Sakaida Kakiemon (酒井田 柿右衛門), ou Sakaida Kizaemon (né selon les sources en 1615 ou 1596 ; mort selon les sources en 1653 ou 1666) est un potier japonais éponyme du style Kakiémon. Il travaille en collaboration avec Higashijima Tokue, et créé les premières porcelaines émaillées du Japon. La tradition est maintenue jusqu'à aujourd’hui'hui par les descendants de Sakaida Kakiemon, actuellement par Sakaida Shibunosuke, 12e descendant de Kakiemon.

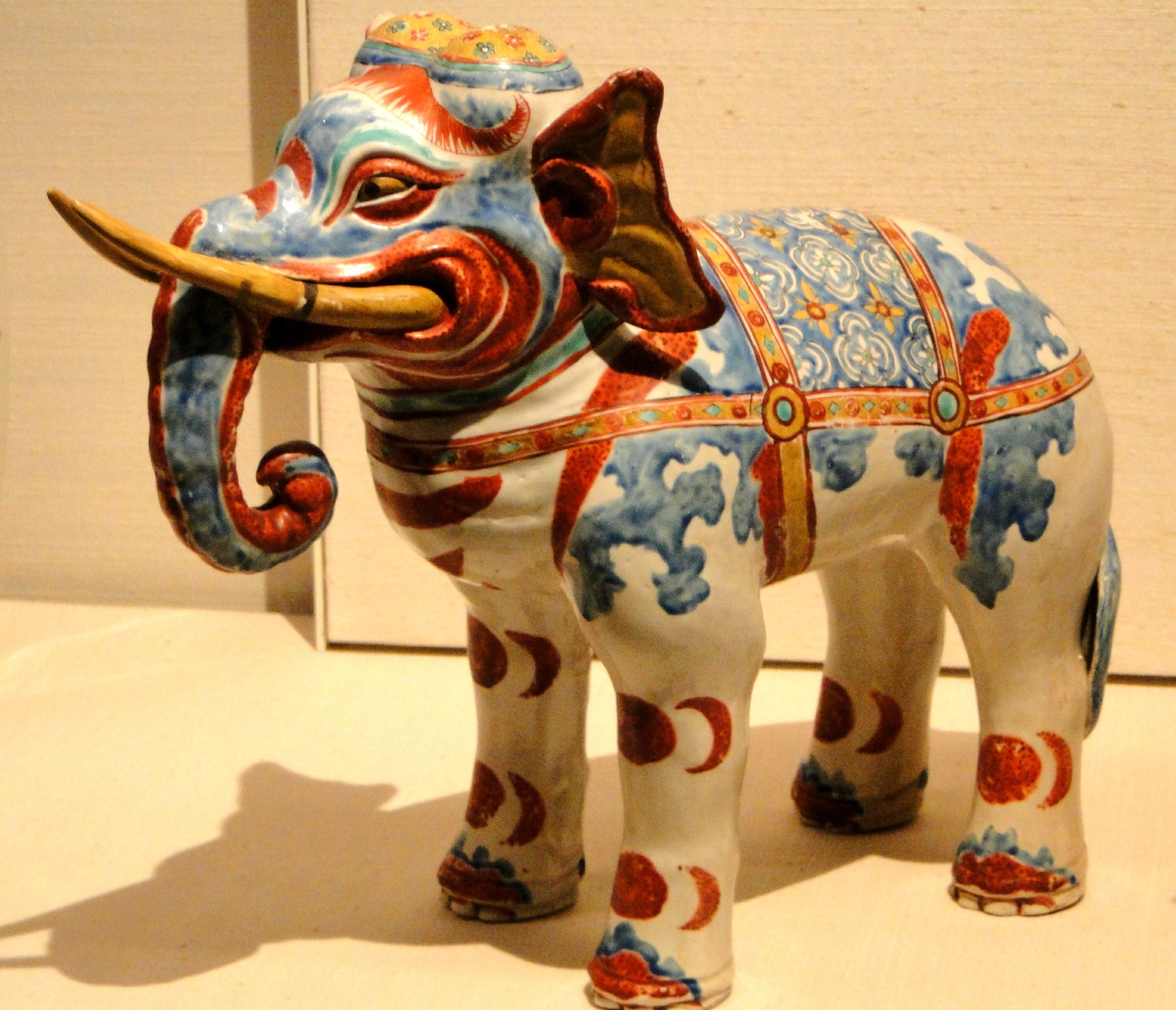
Éléphant Kakiémon, vers 1660-1690, British Museum

Sakaida Kakiemon débute sa production de porcelaine après la chute de la dynastie Ming en Chine et l'interruption des exports de porcelaine chinoise vers l'Europe. Sakaida Kakiemon aurait appris la technique d'émaillage de la porcelaine auprès d'un artisan chinois à Nagasaki en 1643. Il est également le premier Japonais à pratiquer l'émaillage de type glaçure, en appliquant l'émail au-dessus de la glaçure, une technique développée dans la Chine de Kangxi. Il redéfinit également la méthode de production de glaçure blanche translucide.
Les premiers articles sont produits en 1643, avec des pigments chinois. Ils sont également appelés ko-Imari, car ils sont envoyés en Europe depuis le port d'Imari. Les pièces Kakiémon sont amplement exportées en Europe par les Pays-Bas jusqu'à ce que l'industrie chinoise se rétablisse avec la stabilisation de la dynastie Qing, et que les Néerlandais réorientent leurs commandes vers la Chine, qui avait commencé à produire des imitations des articles japonais, alors appelés « Imari chinois ».
La porcelaine de Chantilly, ainsi que la porcelaine de Saxe, se sont largement inspirées du style Kakiémon.
Les porcelaines Kakiémon disparaissent presque complètement à la fin du XVIIIe siècle, mais les descendants de Sakaida Kakiemon les font revivre au XXe siècle. Les collections européennes les plus importantes de Kakiémon sont celles du château de Hampton Court à Londres, et du Zwinger de Dresde.